# Середньостогівсько-хвалинська культурно-історична спільність
Середньостогівсько-хвалинська культурно-історична спільність - археологічна культурна спільність мідної доби у степах Східної Європи від Дунаю до Уралу.
Датується серединою V — середина IV тис. до н. е.. 
До середньостогівсько-хвалинської культурно-історичної спільності відносять археологічні культури:
- скелянську,
- середньостогівську (стогівська),
- квітянську (постмаріупольська),
- деріївську,
- хвалинську.

Визначальну роль у становленні степового енеоліту належить скелянській культурі.
Деріївську та квітянську культури деякі дослідники об'єднують в одну.
Дещо пізніше з’явилася рєпінська культура. 
Вважається, що згадані культури належать різним етнічним угрупованням скотарів. 
Середньостогівсько-хвалинська культурно-історична спільність послугувала утворенню ямної культурно-історичної спільноти доби ранньої бронзи.